# Tossal de la Caperutxa
El Tossal de la Caperutxa és una cim de 349 Msnm situat a La Saira, del municipi d'Almacelles, a la comarca catalana del Segrià. Dalt de tot del tossal hi ha les restes del Castell de la Saira, i s'hi pot veure encara una estructura d'uns 2 m d'alçada que correspon al nucli interior d'una torre que devia presidir el conjunt. L'espoli de la construcció ha estat gairebé total, fet que fa força difícil saber com era la forma original de la torre, tot i que sembla que era rectangular. L'aparell conservat és de carreu no gaire elaborat. Tot el conjunt fortificat és difícil de datar, si bé per la forma quadrangular de les restes de les torres, l'aparell i el tipus de ciment sembla d'època cristiana, corresponent principalment als Segle X i Segle XI. Al vessant sud s'hi poden trobar els murs del poblat iber que podrien datar-se d'entre els segles V al I abans de Crist el que seria la primera edat del ferro ibera; hi apareixen un mur al que si entreguen altres de perpendiculars, delimitant-ne uns espais que correspondrien a les cases del poblat construït en forma terrassada. Al vessant est s'hi van descobrir dos forns i un tram de possible emmurallat.